# Murat Han
Murat Han, född 1 maj 1975 i  Ankara, är en turkisk skådespelare. Han har bland annat medverkat i serien Samanyolu.